# Joaquín Blest Gana
José Joaquín Blest Gana (Santiago, 2 de diciembre de 1831-ibíd, 7 de octubre de 1880) fue un abogado, periodista y político chileno. Se desempeñó como ministro de Justicia, Culto e Instrucción Pública durante los gobiernos —no consecutivos— de los presidentes José Joaquín Pérez y Aníbal Pinto. Asimismo sirvió como diputado y senador propietario de la República en representación de la antigua provincia de Ñuble y el Departamento de Chillán, desde 1864 hasta su fallecimiento en 1880.

## Biografía

### Familia
Nació en Santiago de Chile, el 2 de diciembre de 1831; hijo de Guillermo Cunningham Blest Mayben, más conocido como Guillermo C. Blest, y María de la Luz Gana y López. Fue hermano de Alberto Blest Gana.
Se casó en la misma comuna, el 23 de abril de 1857 con Enriqueta Sánchez Foulkner; quedó viudo y se casó nuevamente, con su prima, María Mercedes Gana Munizaga; con quien tuvo cinco hijos.

### Estudios y vida laboral
Realizó sus estudios primarios y secundarios en el Instituto Nacional y luego ingresó a estudiar Leyes, en la Facultad de ese ramo de la Universidad de Chile, egresando como abogado el 21 de julio de 1853.
Luego se dedicó al ejercicio de su profesión, a las letras, como sus hermanos, y a la política. En su juventud fue periodista y colaboró en El Correo Literario, La Revista del Pacífico, La Semana, y La Revista de Santiago.
En 1853 obtuvo un premio de la Facultad de Leyes de su casa de estudios, por su trabajo jurídico, La prueba de testigos. En 1854 fue nombrado secretario de la Legación de Chile en Ecuador, donde escribió impresiones del viaje y estadía en ese país; y se publicó en La Revista del Pacífico.

## Trayectoria política
Inició su carrera política al ser electo diputado suplente por Santiago, por el período 1864-1867; también fue electo diputado suplente por Chillán, aceptando esta última representación.
Paralelamente, el 18 de septiembre de 1866 fue nombrado ministro de Justicia, Culto e Instrucción Pública, en el marco del segundo período constitucional del presidente José Joaquín Pérez. 
Sirvió en el cargo hasta el 30 de abril de 1870.
Al finalizar su periodo parlamentario, fue electo diputado propietario por Curicó y también por Chillán, por el período legislativo 1867-1870. Optó por la última representación, Chillán.
En las elecciones parlamentarias de 1870 fue electo diputado propietario por Illapel y reelecto diputado propietario por Chillán, por el período 1870-1873; optó nuevamente por Chillán. Integró la Comisión Permanente de Constitución, Legislación y Justicia. Participó además, en el Congreso Constituyente de 1870, cuyo objetivo fue reformas a la Carta Fundamental.
En las elecciones parlamentarias de 1873, fue reelecto diputado propietario por Chillán, por el período legislativo 1873-1876. En esta ocasión fue vicepresidente de la Cámara de Diputados, desde el 6 de octubre de 1873 hasta el 2 de julio de 1874, fecha en que fue nombrado primer vicepresidente de la corporación, fungiendo hasta 1876. En la Cámara, integró la Comisión Permanente de Constitución, Legislación y Justicia. Fue también, miembro de la Comisión Conservadora para el receso 1875-1876. La reforma constitucional del 24 de agosto de 1874, aumentó en siete los miembros de la Comisión Conservadora y pasaron a ser catorce: siete diputados y siete senadores.
En las elecciones parlamentarias de 1876 se presentó como candidato a senador propietario por Ñuble, resultando electo para el período 1876-1882. Integró la Comisión Permanente de Constitución, Legislación y Justicia; y fue de igual manera, senador reemplazante en la Comisión Permanente de Educación y Beneficencia.
Durante el gobierno del presidente Aníbal Pinto fue designado —en segunda instancia— como ministro de Justicia, Culto e Instrucción Pública, asumiendo el 5 de agosto de 1878 y ejerciendo hasta el 17 de abril de 1879. Como ministro del ramo, defendió la labor de la Universidad de Chile en el progreso de las ciencias y las letras, pero no su organización; y fue pro-autonomía de la universidad.
Falleció en su comuna natal, el 7 de octubre de 1880, sin concluir su período senatorial.